# Mimudea fulcrialis
Mimudea fulcrialis là một loài bướm đêm trong họ Crambidae.